# Przytocko (osada)
Przytocko – osada w Polsce położona w województwie pomorskim, w powiecie słupskim, w gminie Kępice. W tej samej gminie istnieje także wieś Przytocko.
W latach 1975–1998 miejscowość należała administracyjnie do województwa słupskiego